# Managed Futures
Les Managed Futures (MFA : Managed Futures Account) sont des produits commerciaux, sur la base de contrat à terme.
Ces produits sont activement gérés et administrés par des Commodity Trading Advisor (CTA) et la particularité ici réside dans le fait de pouvoir  profiter à la fois de la hausse et de la baisse des cours. Dans certains pays comme l’Allemagne, ces produits ne peuvent être distribués que sous forme de certificats. En règle générale, les décisions de négociations de ces Managed Futures s’opèrent entièrement par ordinateur. Celui-ci va suivre les tendances avec pour objectifs d´analyser les mouvements de prix, les évaluer et gérer les signaux de vente et d’achat. Ce système de négociation automatique présente un avantage considérable, il permet d'une part une prise de décisions disciplinée sans l'influence de l'émotion, et d'autre part, il offre une stratégie qui répond à des mouvements de prix.
Les MFAs sont généralement gérées sur la base de l’analyse technique, et impliquent des positions longues ou courtes sur les contrats à terme dans des domaines tels que les métaux, céréales, les produits de base et de l'équité des index de toutes sortes.
Aux États-unis, les CTA sont soumis à la règlementation de la Commodity Futures Trading Commission et de la National Futures Association
Certains CTA sont rémunérés sur une base de performance, celle-ci varie habituellement entre 15 % et 30 % des bénéfices. Les autres CTAs sont compensées par chargement d’un coût par transaction. La plupart des CTA facturent des frais de gestion par an, généralement entre 1 % et 2 % de la taille du compte.